# Predrag Bjelac
Predrag Bjelac (Belgrád, 1962. június 30. –) szerb színész. Igor Karkarov szerepét játszotta a Harry Potter és a Tűz Serlegében. Belgrádban dráma szakon végzett 1986-ban. 1988-ban a The Lee Strasberg Theatre Institute-on tanult New Yorkban. Jelenleg Csehországban él feleségével, Katarinával. Nemcsak sikeres színész, hanem sikeres vállalkozó is.